# Кард, Пеэтер Саввич
Пеэтер Саввич Кард (наст. имя Пеэтер Саввич Шмаков; 2 июля 1940, Таллин, Эстония — 4 апреля 2006, Пярну, там же) — советский и эстонский актёр театра и кино, театральный режиссёр, заслуженный артист Эстонской ССР (1987).

## Биография
Пеэтер Кард (настоящая фамилия Шмаков) родился 2 июля 1940 года  в Таллине (Эстония). В 1962 году закончил актёрскую студию при киностудии «Таллинфильм».
С 1963 года до конца жизни был актёром Пярнуского драматического театра «Эндла», где сыграл более 100 ролей. Выступал и как театральный режиссёр.
В кинематографе дебютировал в 1959 году, вплоть до 1963 года выступал как Пеэтер Шмаков.
Автор многих кулинарных книг.
Умер 4 апреля 2006 года в Пярну от сердечной недостаточности. Похоронен на Лесном кладбище (эст. Metsakalmistu) в Таллине.

## Фильмография
1. 1959 — Озорные повороты (эст. Vallatud kurvid) — Хейно Лаас (в титрах П. Шмаков)
2. 1961 — Опасные повороты (эст. Ohtlikud kurvid) — Пеэтер Лаас (в титрах П. Шмаков)
3. 1961 — Парни одной деревни (эст. Ühe küla mehed) — Юри (в титрах Пеэтер Шмаков)
4. 1963 — Мечте навстречу — Василий, командир звездолета (в титрах Пеэтер Шмаков)
5. 1965 — Им было восемнадцать — Рикс Парка
6. 1966 — Письма с острова Чудаков (эст. Kirjad Sogedate kulast) — Рууди Аер (озвучил Л. Жуков)
7. 1967 — Майор Вихрь — оберштурмфюрер Либо
8. 1968 — Эксперимент доктора Абста — Гюнтер Руприх
9. 1968 — Люди в солдатских шинелях
10. 1970 — Последний снег — Фон Кассен, немецкий майор
11. 1970 — Берег ветров (эст. Tuuline rand) — эпизод
12. 1970 — Легенда тюрьмы Павиак — Мертенс (дублировал П. Задачин)
13. 1972 — Последний гайдук — Богдан
14. 1976 — Время жить, время любить (эст. Aeg elada, aeg armastada) — фотограф Туус (дублировал В. Грачёв)
15. 1981 — Рябиновые ворота (эст. Pihlakavaravad) — Каллам (дублировал П. Кашлаков)
16. 1986 — Фламинго приносит счастье — эпизод
17. 1995 — Гимназисты Викмана (эст. Wikmani poisid, Эстония) — директор Пухм
18. 1995 — Надя-репатриантка с чужбины (нем. Nadja-heimkehr in die fremde; Германия, Эстония) — эпизод
19. 1997 — Все мои Ленины (эст. Minu Leninid; Россия, Эстония, Дания, Финляндия) — Бисмарк, германский военный атташе